# Witold Gładkowski
Witold Feliks Gładkowski (ur. 23 maja 1942 w Wilnie, zm. 4 kwietnia 2006 w Wilnie) – polski polityk, nauczyciel, senator V kadencji.

## Życiorys
Pochodził z rodziny wysiedlonej w 1945 z rodzinnej Wileńszczyzny do Szczecinka. Ukończył studia na Wydziale Filologiczno-Historycznym Wyższej Szkoły Pedagogicznej w Opolu (1970). Przez wiele lat pracował jako nauczyciel, początkowo w szkole podstawowej w Szczecinku, później w średnich szkołach zawodowych (także jako dyrektor). W latach 1986–1990 pełnił funkcję naczelnika miasta Szczecinka. Później był m.in. radnym rady miasta i od 1998 do 2001 Sejmiku Województwa Zachodniopomorskiego. Działał w wielu organizacjach, m.in. Towarzystwie Przyjaciół Dzieci, Towarzystwie Miłośników Wilna i byłych Kresów Wschodnich, Stowarzyszenia Osób Działających na rzecz Usprawnienia Chorych na Stwardnienie Rozsiane i Osób Niepełnosprawnych „Na pomoc”, Związku Nauczycielstwa Polskiego, Ogólnopolskim Porozumieniu Związków Zawodowych.
Był członkiem Socjaldemokracji Rzeczypospolitej Polskiej, następnie Sojuszu Lewicy Demokratycznej. Kierował strukturami SdRP w Szczecinku, następnie przewodniczył radzie powiatowej SLD w tym mieście. W latach 2001–2005 zasiadał w Senacie, wybrany w okręgu koszalińskim. Pracował w Komisji Nauki, Edukacji i Sportu oraz Komisji Emigracji i Polaków za Granicą. W 2005 bez powodzenia ubiegał się o reelekcję.
W 2006 w trakcie wizyty w Wilnie, gdzie przebywał na zaproszenie tamtejszej Polonii, zakrztusił się podczas posiłku w restauracji. Stracił przytomność i zapadł w śpiączkę; zmarł 4 kwietnia 2006, nie odzyskawszy przytomności.
W 2000 odznaczony Krzyżem Oficerskim Orderu Odrodzenia Polski. Pochowany na cmentarzu komunalnym w Szczecinku.